# 休米克湖
休米克湖（英語：Humic Lake），是南極洲的湖泊，位於南喬治亞群島，處於伯尼特灣東南面的邁維肯灣東部，由英國南極名稱諮詢委員會命名，由英國海外領土管轄。